# Meteor (satellite)
Pour les articles homonymes, voir Meteor.
Les Meteor sont une famille de satellites météorologiques soviétiques puis russes circulant sur une orbite polaire. Plus de 70 satellites de ce type dans des différentes versions ont été lancés depuis 1964. Les satellites Meteor ont été conçus pour mesurer les températures atmosphériques et à la surface de la mer ainsi que pour collecter des données sur l'humidité, le rayonnement, les conditions de la banquise, la couverture neigeuse, et les nuages.

## Historique
Le développement des premiers satellites Meteor est lancé à la demande des militaires soviétiques qui en ces temps de Guerre froide souhaitent disposer de prévisions météorologiques couvrant l'ensemble de la planète pour leurs bombardiers intercontinentaux et leur flotte de guerre. Le gouvernement soviétique ordonne le développement du programme Meteor de satellites météorologiques dans le cadre d'un décret passé le 30 octobre 1961. Le projet est piloté par les directions des fusées du ministre de la Défense tandis que le service hydro-météorologique GUGMS doit en exploiter les données. La rédaction du cahier des charges est confiée à l'institut de recherche NII-4 rattaché au ministère de la Défense. Le développement du nouveau satellite est pris en charge par l'OKB-586 de Dnepropetrovsk. Dans sa version initiale le satellite est suffisamment léger pour être lancé par la fusée Cosmos en cours de développement au sein du même bureau d'études. Mais l'OKB-586  joue un rôle crucial dans le programme stratégique des missiles intercontinentaux et son responsable Mikhail Yangel décide de sous-traiter ce programme peu prestigieux à l'institut de recherche NII-627 (devenu par la suite VNIIEM) situé à Moscou. Ce transfert devient effectif en mai 1962. Cette année-là des modifications sont apportées au cahier des charges : on remplace notamment  le système de stabilisation par gradient de gravité par un système plus moderne basé sur des gyroscopes puis finalement par un système d'orientation 3 axes et on a désormais recours à des capteurs indépendants pour orienter les panneaux solaires. Ces modifications entrainent une augmentation de la masse du satellite dont le lancement doit désormais être assuré par le lanceur Vostok qui sera remplacé ensuite par la Tsiklon 3.

## La série Meteor-1 (1964-1977)
L'institut de recherche VNIIEM lance en 1963 deux satellites Omega de 300 kg (Cosmos 14 (en)  et Cosmos 23 (en)) qui permettent de tester plusieurs équipements comme le système de contrôle d'attitude, les panneaux solaires et le système de contrôle thermique. Cosmos 44 un prototype du satellite Meteor est lancé le 28 aout 1964 qui retransmet les premières images en couleurs de la couverture nuageuse. Enfin le 25 juin 1966 le premier satellite de la série considérée comme expérimentale, d'une masse de 2 200 kg, est lancé et placé sur une orbite polaire mais non héliosynchrone avec une inclinaison de 81° et une altitude de 650 km. Les huit autres satellites. En tout 10 satellites expérimentaux sont lancés entre 1964 et 1968. Cette première série est victime de problèmes de perte d'étanchéité en vol qui seront résolus en modifiant la conception des ouvertures et en remplaçant le matériau utilisé pour les joints. En 1969, le système est déclaré opérationnel et au total 28 satellites de la série sont lancés entre 1969 et 1977.  

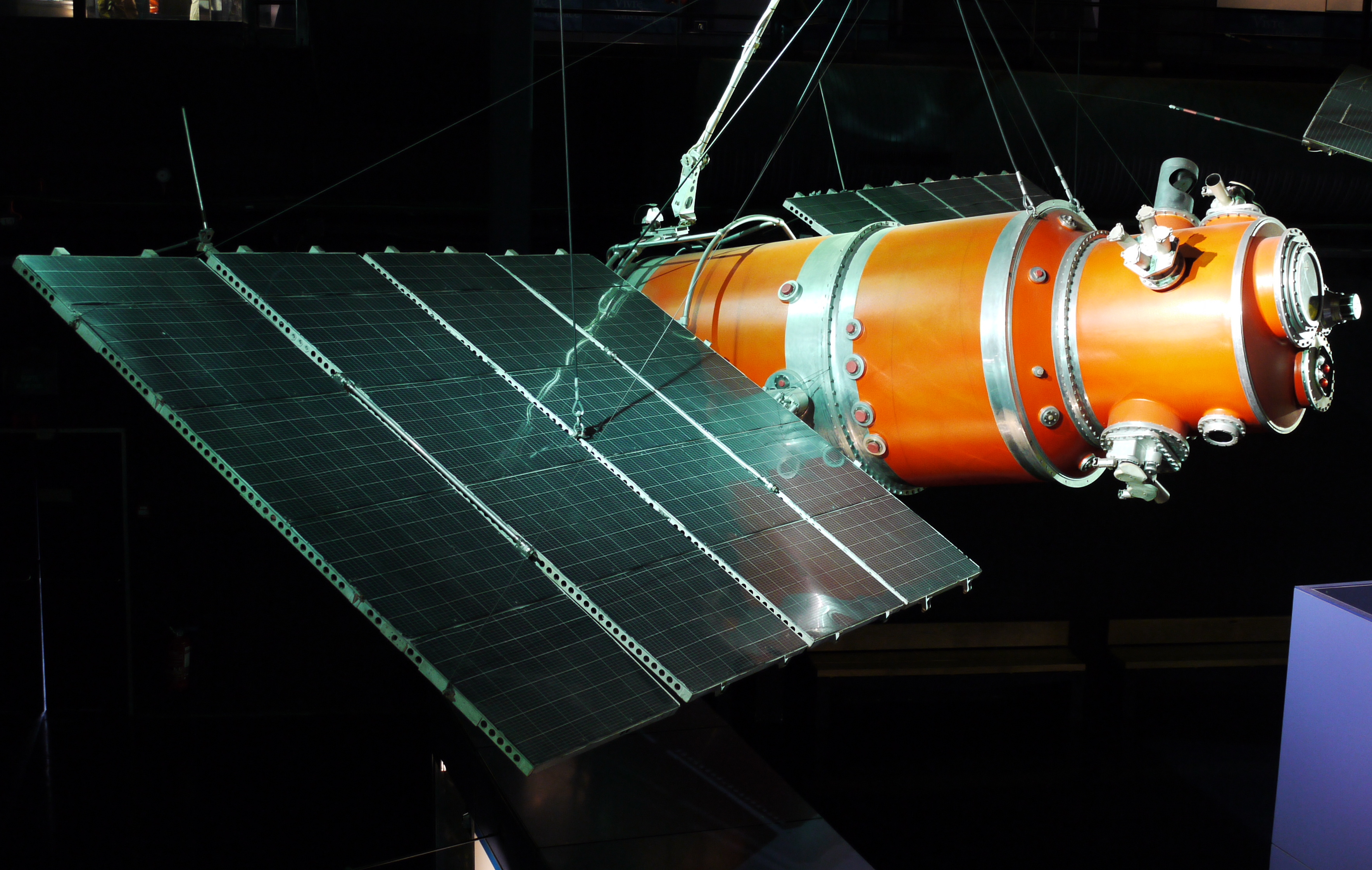
Maquette de Cosmos 122 satellite de type Meteor-1 Musée de l'Air et de l'Espace)
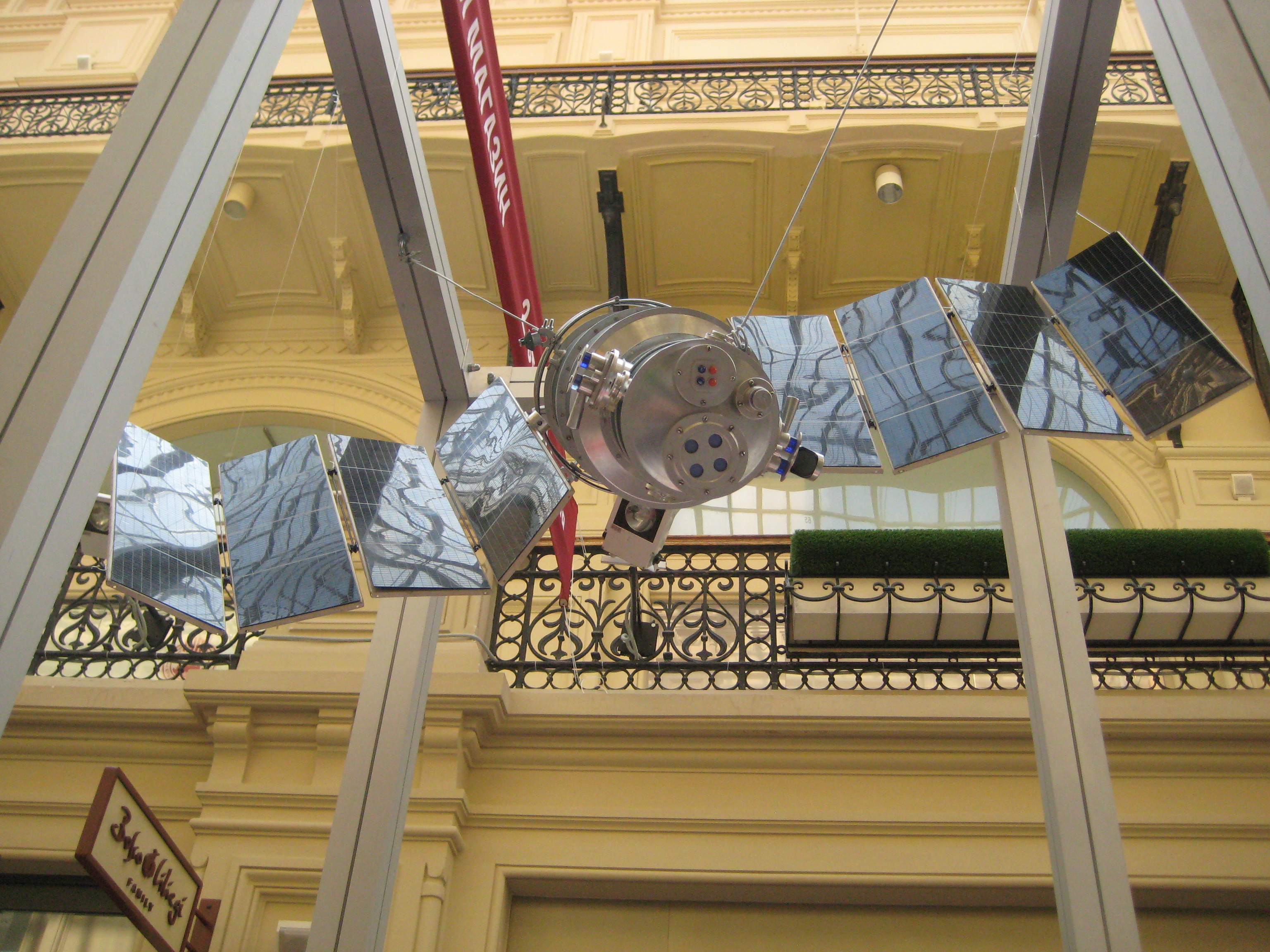
Une autre maquette de la même version présentée lors d'une exposition à Moscou

## La série Meteor-2 (1975-1993)

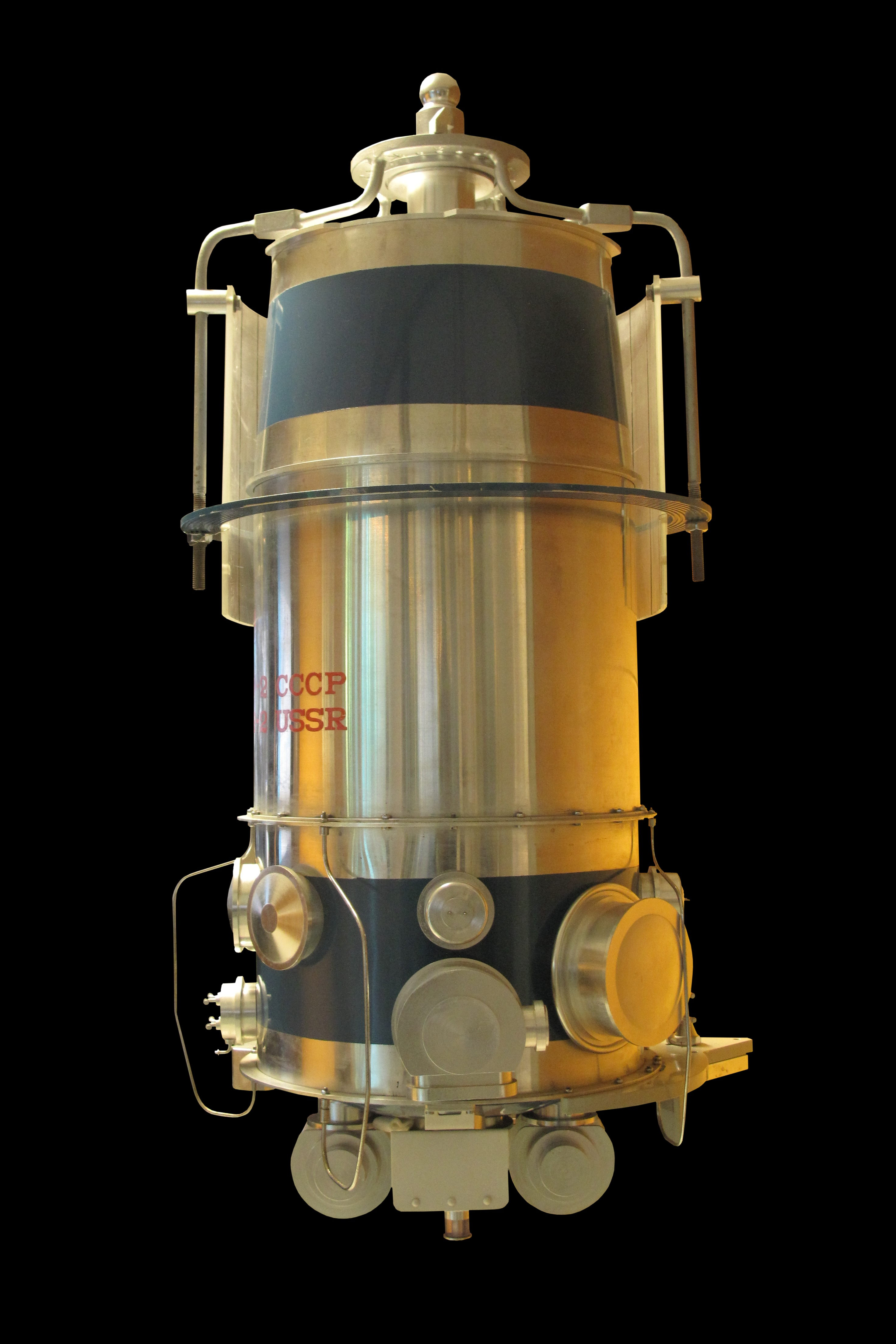
Maquette de Meteor-2.

Les militaires soviétiques décident en 1967 de développer une nouvelle version du satellite météorologique baptisée Meteor-2. La durée de vie de celui-ci doit passer de 6 mois à 1 ans et il est doit être capable de transmettre les données météorologiques directement à des stations de réception militaires APPI développées par VNII Television. Le développement de cette nouvelle génération est ralenti par des problèmes de mise au point des instruments, mais finalement la mise en orbite du premier satellite a lieu en juillet 1975. 21 satellites de ce type sont mis en orbite entre 1975 et 1993 par des fusées Vostok puis Tsiklon-3 sans aucun échec au lancement. 

## La série Meteor-Piroda (1974-1981)
Au début des années 1970 les autorités soviétiques décident de démilitariser le système Meteor ce qui est officialisé par décret en décembre 1971. Pour accompagner cette ouverture à un usage civil une nouvelle version des satellites météorologiques, baptisée Meteor-Priroda, est mise au point. Les satellites de ce type effectuent des observations multi spectrales. Le lanceur Vostok-2M place en orbite le premier exemplaire de cette nouvelle série le 9 juillet 1974. Le troisième exemplaire est le premier satellite russe placé sur une orbite héliosynchrone.

## La série Meteor-M1 (2009)

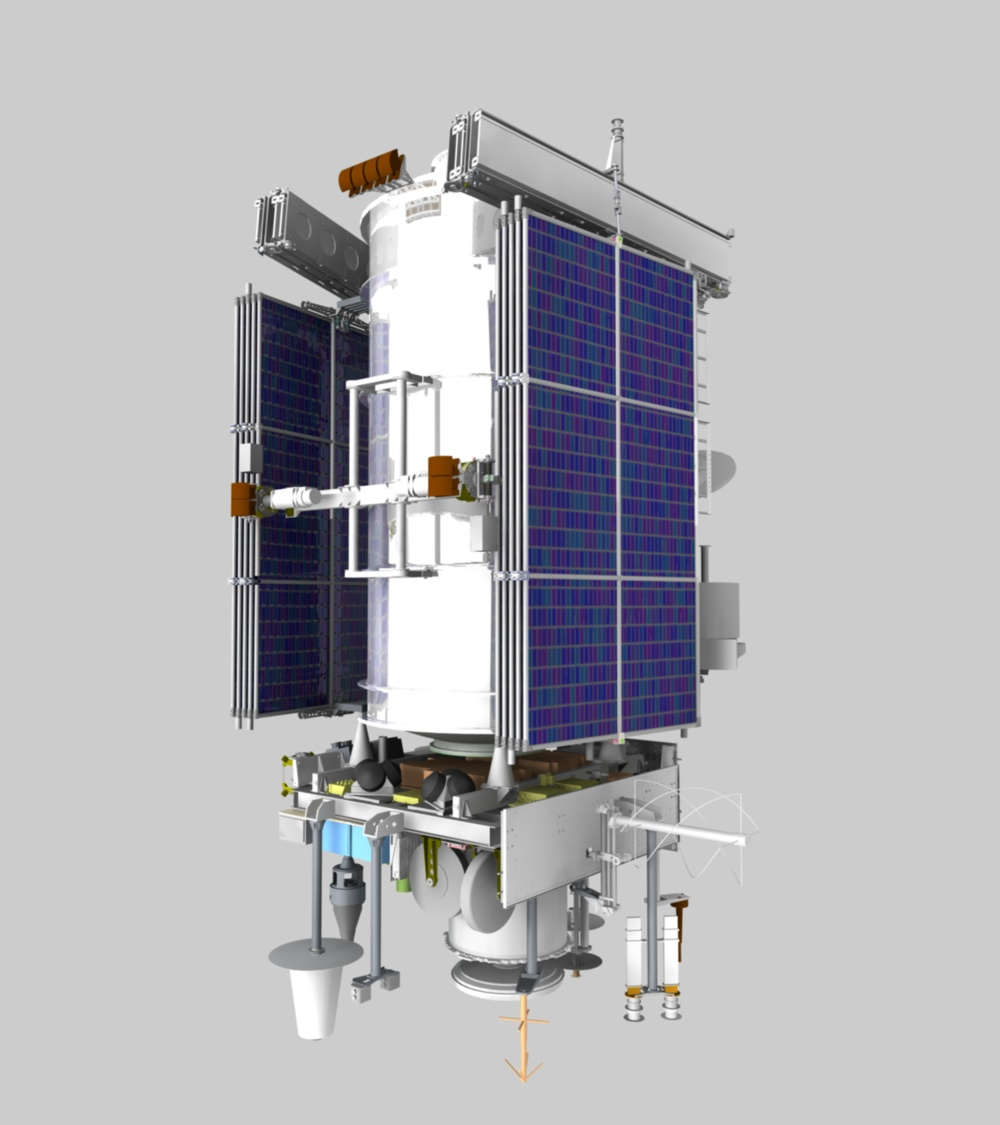
Schéma montrant le type Meteor-M1 (2009) en position repliée et...
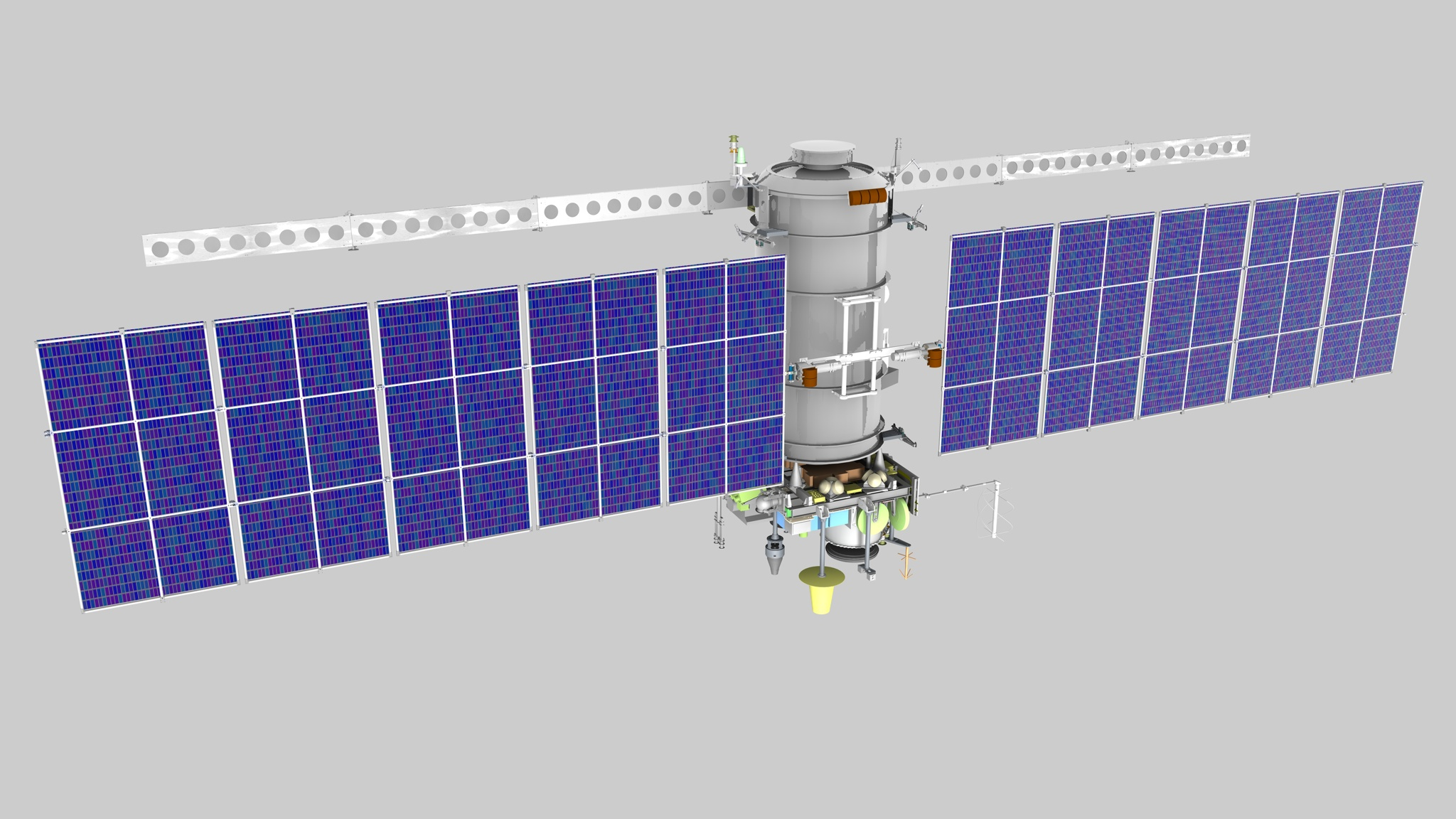
et déployée

## La série Meteor-M3 (2020, annulée)
La série Meteor-M3 devait posséder plusieurs améliorations, notamment un radar à antenne phasée active (AFAR) de nouvelle génération pour la surveillance des océans. Elle a été annulée à la suite d'un manque de financement.

## Caractéristiques techniques

### Meteor 1
Les satellites de la série Meteor 1 ont une masse de 2 200 kg. La charge utile est composée de :
- Une caméra optique couvrant les longueurs d'onde 0,4 - 0,8 micromètre avec une fauchée de 1 000 km et une résolution de 1,25  à   3 km.
- Une caméra infrarouge couvrant les longueurs d'onde 8 - 12 micromètres avec une fauchée de 1 000 km et une résolution de 15 km.
- Un capteur mesurant l'énergie solaire frappant la Terre et le rayonnement thermique du sol terrestre, des nuages et l'atmosphère

### Meteor 2
Les satellites de la série Meteor 2 ont une masse de 1 300 kg. La charge utile est composée de :
- Trois caméras de télévision fonctionnant en lumière visible et en infrarouge
- Un radiomètre à 5 canaux utilisé pour recueillir des données sur l'atmosphère terrestre
- Un radiomètre destiné à mesurer le flux solaire.

## Historique des lancements
| Désignation                      | Base de lancement | Date de lancement (UTC) | Référence Cospar | Lanceur            | Remarques |
| -------------------------------- | ----------------- | ----------------------- | ---------------- | ------------------ | --- |
| Cosmos 44                        | Baïkonour         | 28 août 1964            | 1964-053A        | Vostok-2M          | Précurseur de la série Meteor-1 (cylindre d'une longueur de 3 m et 1 m de diamètre)                             |
| Cosmos 58                        | Baïkonour         | 26 février 1965         | 1965-014A        | Vostok-2M          | Précurseur de la série Meteor-1, 4 730 kg                                                                       |
| Cosmos 100                       | Baïkonour         | 17 décembre 1965        | 1965-106A        | Vostok-2M          | Précurseur de la série Meteor-1, 4 730 kg                                                                       |
| Cosmos 118                       | Baïkonour         | 11 mai 1966             | 1966-038A        | Vostok-2M          | Précurseur de la série Meteor-1, 4 730 kg                                                                       |
| Cosmos 122                       | Baïkonour         | 25 juin 1966            | 1966-057A        | Vostok-2M          | Précurseur de la série Meteor-1, 4 730 kg                                                                       |
| Cosmos 144                       | Plessetsk         | 28 février 1967         | 1967-018A        | Vostok-2M          | Précurseur de la série Meteor-1, 4 730 kg                                                                       |
| Cosmos 156                       | Plessetsk         | 27 avril 1967           | 1967-039A        | Vostok-2M          | Précurseur de la série Meteor-1, 4 730 kg                                                                       |
| Cosmos 184                       | Plessetsk         | 24 octobre 1967         | 1967-102A        | Vostok-2M          | Précurseur de la série Meteor-1, 4 730 kg                                                                       |
| Cosmos 206                       | Plessetsk         | 14 mars 1968            | 1968-019A        | Vostok-2M          | Précurseur de la série Meteor-1, 4 730 kg                                                                       |
| Cosmos 226                       | Plessetsk         | 12 juin 1968            | 1968-049A        | Vostok-2M          | Précurseur de la série Meteor-1, 4 730 kg                                                                       |
| METEOR 1-x                       | Plessetsk         | 1er février 1969        | -                | Vostok-2M          | Premier satellite officiel de la série. Échec du lancement dû à une défaillance de l'étage supérieur du lanceur |
| METEOR 1-1                       | Plessetsk         | 26 mars 1969            | 1969-029A        | Vostok-2M          | |
| METEOR 1-2                       | Plessetsk         | 6 octobre 1969          | 1969-084A        | Vostok-2M          | |
| METEOR 1-3                       | Plessetsk         | 17 mars 1970            | 1970-019A        | Vostok-2M          | |
| METEOR 1-4                       | Plessetsk         | 28 avril 1970           | 1970-037A        | Vostok-2M          | |
| METEOR 1-5                       | Plessetsk         | 23 juin 1970            | 1970-047A        | Vostok-2M          | |
| METEOR 1-6                       | Plessetsk         | 15 octobre 1970         | 1970-085A        | Vostok-2M          | |
| METEOR 1-7                       | Plessetsk         | 20 janvier 1971         | 1971-003A        | Vostok-2M          | |
| METEOR 1-8                       | Plessetsk         | 17 avril 1971           | 1971-031A        | Vostok-2M          | |
| METEOR 1-9                       | Plessetsk         | 16 juillet 1971         | 1971-059A        | Vostok-2M          | |
| METEOR 1-10                      | Plessetsk         | 29 décembre 1971        | 1971-120A        | Vostok-2M          | |
| METEOR 1-11                      | Plessetsk         | 30 mars 1972            | 1972-022A        | Vostok-2M          | |
| METEOR 1-12                      | Plessetsk         | 30 juin 1972            | 1972-049A        | Vostok-2M          | |
| METEOR 1-13                      | Plessetsk         | 26 octobre 1972         | 1972-085A        | Vostok-2M          | |
| METEOR 1-14                      | Plessetsk         | 20 mars 1973            | 1973-015A        | Vostok-2M          | |
| METEOR 1-15                      | Plessetsk         | 29 mai 1973             | 1973-034A        | Vostok-2M          | |
| METEOR 1-16                      | Plessetsk         | 5 mars 1974             | 1974-011A        | Vostok-2M          | |
| METEOR 1-17                      | Plessetsk         | 24 avril 1974           | 1974-025A        | Vostok-2M          | |
| METEOR PRIRODA 1 (METEOR 1-18)   | Plessetsk         | 9 juillet 1974          | 1974-052A        | Vostok-2M          | |
| METEOR 1-19                      | Plessetsk         | 28 octobre 1974         | 1974-083A        | Vostok-2M          | |
| METEOR 1-20                      | Plessetsk         | 17 décembre 1974        | 1974-099A        | Vostok-2M          | |
| METEOR 1-21                      | Plessetsk         | 1er avril 1975          | 1975-023A        | Vostok-2M          | |
| METEOR 2-1                       | Plessetsk         | 11 juillet 1975         | 1975-064A        | Vostok-2M          | |
| METEOR 1-22                      | Plessetsk         | 18 septembre 1975       | 1975-087A        | Vostok-2M          | |
| METEOR 1-23                      | Plessetsk         | 25 décembre 1975        | 1975-124A        | Vostok-2M          | |
| METEOR 1-24                      | Plessetsk         | 7 avril 1976            | 1976-032A        | Vostok-2M          | |
| METEOR PRIRODA 2-1 (METEOR 1-25) | Plessetsk         | 15 mai 1976             | 1976-043A        | Vostok-2M          | |
| METEOR 1-26                      | Plessetsk         | 15 octobre 1976         | 1976-102A        | Vostok-2M          | |
| METEOR 2-2                       | Plessetsk         | 6 janvier 1977          | 1977-002A        | Vostok-2M          | |
| METEOR 1-27                      | Plessetsk         | 5 avril 1977            | 1977-024A        | Vostok-2M          | |
| METEOR PRIRODA 2-2 (METEOR 1-28) | Baïkonour         | 29 juin 1977            | 1977-057A        | Vostok-2M          | |
| METEOR 2-3                       | Plessetsk         | 14 décembre 1977        | 1977-117A        | Vostok-2M          | |
| METEOR PRIRODA 2-3 (METEOR 1-29) | Baïkonour         | 25 janvier 1979         | 1979-005A        | Vostok-2M          | |
| METEOR 2-4                       | Plessetsk         | 1er mars 1979           | 1979-021A        | Vostok-2M          | |
| METEOR 2-5                       | Plessetsk         | 31 octobre 1979         | 1979-095A        | Vostok-2M          | |
| METEOR PRIRODA 3-1 (METEOR 1-30) | Baïkonour         | 18 juin 1980            | 1980-051A        | Vostok-2M          | |
| METEOR 2-6                       | Plessetsk         | 9 septembre 1980        | 1980-073A        | Vostok-2M          | |
| METEOR 2-7                       | Plessetsk         | 14 mai 1981             | 1981-043A        | Vostok-2M          | |
| METEOR PRIRODA 3-2 (METEOR 1-31) | Baïkonour         | 10 juillet 1981         | 1981-065A        | Vostok-2M          | |
| METEOR 2-8                       | Plessetsk         | 25 mars 1982            | 1982-025A        | Tsiklon-3          | |
| METEOR 2-9                       | Plessetsk         | 14 décembre 1982        | 1982-116A        | Vostok-2M          | |
| METEOR 2-10                      | Plessetsk         | 28 octobre 1983         | 1983-109A        | Vostok-2M          | |
| METEOR 2-11                      | Plessetsk         | 5 juillet 1984          | 1984-072A        | Tsiklon-3          | |
| METEOR 3-1(a) (Cosmos 1612)      | Plessetsk         | 27 novembre 1984        |                  | Tsiklon-3          | Échec partiel du lancement                                                                                      |
| METEOR 2-12                      | Plessetsk         | 6 février 1985          | 1985-013A        | Tsiklon-3          | |
| METEOR 3-1                       | Plessetsk         | 24 octobre 1985         | 1985-100A        | Tsiklon-3          | |
| METEOR 2-13                      | Plessetsk         | 26 décembre 1985        | 1985-119A        | Tsiklon-3          | |
| METEOR 2-14                      | Plessetsk         | 27 mai 1986             | 1986-039A        | Tsiklon-3          | |
| METEOR 2-15                      | Plessetsk         | 5 janvier 1987          | 1987-001A        | Tsiklon-3          | |
| METEOR 2-16                      | Plessetsk         | 18 août 1987            | 1987-068A        | Tsiklon-3          | |
| METEOR 2-17                      | Plessetsk         | 30 janvier 1988         | 1988-005A        | Tsiklon-3          | |
| METEOR 3-2                       | Plessetsk         | 26 juillet 1988         | 1988-064A        | Tsiklon-3          | |
| METEOR 2-18                      | Plessetsk         | 28 février 1989         | 1989-018A        | Tsiklon-3          | |
| METEOR 3-3                       | Plessetsk         | 24 octobre 1989         | 1989-086A        | Tsiklon-3          | |
| METEOR 2-19                      | Plessetsk         | 27 juin 1990            | 1990-057A        | Tsiklon-3          | |
| METEOR 2-20                      | Plessetsk         | 28 septembre 1990       | 1990-086A        | Tsiklon-3          | |
| METEOR 3-4                       | Plessetsk         | 24 avril 1991           | 1991-030A        | Tsiklon-3          | |
| METEOR 3-5                       | Plessetsk         | 15 août 1991            | 1991-056A        | Tsiklon-3          | |
| METEOR 2-21                      | Plessetsk         | 31 août 1993            | 1993-055A        | Tsiklon-3          | |
| METEOR 3-6                       | Plessetsk         | 25 janvier 1994         | 1994-003A        | Tsiklon-3          | |
| METEOR 3M                        | Baïkonour         | 10 décembre 2001        | 2001-056A        | Zenit              | |
| METEOR-M 1                       | Baïkonour         | 17 septembre 2009       | 2009-049A        | Soyouz-2-1b Fregat | |
| METEOR-M 2                       | Baïkonour         | 8 juillet 2014          | 2014-037A        | Soyouz-2-1b Fregat | |
| METEOR-M 2-1                     | Vostotchny        | 28 novembre 2017        |                  | Soyouz-2-1b Fregat | Échec du lancement                                                                                              |
| METEOR-M 2-2                     | Vostotchny        | 5 juillet 2019          | 2019-038A        | Soyouz-2-1b Fregat | |
| METEOR-M 2-3                     | Vostotchny        | 27 juin 2023            |                  | Soyouz-2-1b Fregat | |